# Língua jeje
A língua jeje, daomeano, evé, eué euê ou ewé (endônimo: Eʋegbe) é uma das línguas kwa falada por cerca de 5,5 milhões de pessoas (das quais 500 mil a têm como segunda língua), principalmente em Gana, no Togo e em Benim. No Brasil, tanto a língua quanto os escravos que a falavam são geralmente conhecidos sob os nomes de Jeje, Gegê, ou ainda Jeje-Nagô. O jeje é parte de um grupo de línguas relacionadas denominado gbe, cujo uso se  estende do leste de Gana ao oeste da Nigéria. Outras línguas gbe incluem o fon e o aja.[carece de fontes?] Como outras línguas gbe, o jeje é uma língua tonal.
O africanista alemão Diedrich Hermann Westermann publicou muitos dicionários e gramáticas de jeje e várias outras línguas gbe. Outros linguistas que trabalharam com a língua jeje incluem Gilbert Ansre (tom, sintaxe), Hounkpati B. Capo (fonologia, fonética), Herbert Stahlke (morfologia, tom), Roberto Pazzi (antropologia, lexicografia), Felix K. Ameka (semântica, linguística cognitiva), Alan Stewart Duthie (semântica, fonética) e Chris Collins (sintaxe).[carece de fontes?]
O jeje é uma língua derivada do tadô (ou adja-tadô, nome do povo adja localizado na vila de Tadô, no sudeste do Benim) , falado durante o século XIV no reino de Aja, que ficava no Sul dos atuais Togo e Benim. É considerada a origem do grupo linguístico kwa. O jeje é uma língua do grupo Níger-Congo.[carece de fontes?]

## Etimologia
Uma teoria é que o nome ewe ou evé foi dado a grupos que se formaram a partir da união das comunidades Aja e da população local na costa atlântica dos territórios atuais da Nigéria, Benim e Togo. Após fugir do regime tirânico de Notsié no século XVII, foi-lhes dado o etnônimo ehoué, que, na área, designava o território ou vizinhança da classe baixa daquele reino.
Da transcrição dos etnônimos africanos em línguas estrangeiras resultaram diferentes grafias, dependendo se a tradução veio ou não de outros idiomas europeus, tais como inglês, francês, alemão, italiano, etc. Assim, os missionários da Norddeutsche Mission Gesellschaft (Sociedade Missionária do Norte da Alemanha) de Bremen, que foram trabalhar em Gana em 1847, grafaram jeje (com base na fonética alemã) primeiro ewhe, depois ephe e finalmente ewe (como sugerido pelo religioso Henry Kwakume). Os falantes de inglês pronunciaram o w como em war 'guerra', enquanto a leve aspiração entre o v e o e sugeriria a ortografia francesa evhé. Em inglês, geralmente é escrito como ewe o nome da língua.

## Distribuição e uso

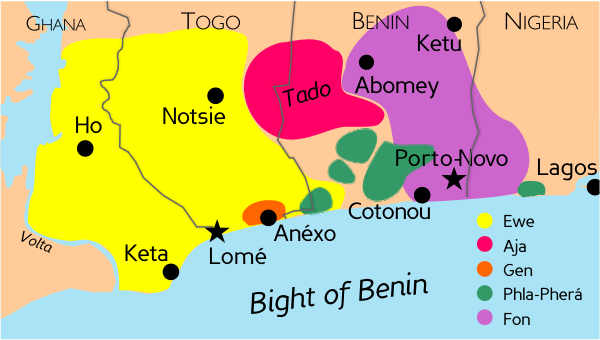
Mapa na baía do Benim e arredores que mostra o uso das línguas gbe. A área jeje é marcada em amarelo na ilustração.

A língua é falada principalmente em Gana, Togo e em Benim. Cerca de 5,5 milhões de pessoas a entendem; dessas 5,5 milhões de pessoas, 500 mil a falam como segunda língua. É ensinada nos ensinos primário e secundário. Além disso, embora não seja uma língua oficial em nenhum país, é usada em literatura, jornais, rádio, televisão, dicionários, gramáticas e textos; há uma tradução da Bíblia em jeje.
Além de aŋlɔ, que é a base da língua escrita, há três outros dialetos: o interior ocidental, anexɔ e de Daomé. Anexɔ compreende a metade oriental do sul de Togo e o de Daomé a posse francesa de mesmo nome.

## Fonologia

### Vogais
A língua possui sete vogais orais e cinco nasais. A tabela abaixo demonstra suais vogais no alfabeto fonético internacional (AFI):
|             | Anterior | Posterior |
| ----------- | -------- | --------- |
| Fechada     | i        | u         |
| Semifechada | e        | o         |
| Semiaberta  | ɛ        | ɔ         |
| Aberta      | a        | a         |

- A vogal /ɛ/ é similar à primeira vogal da palavra em português era e /ɔ/ à de órgão;
- /e/ assemelha-se à primeira vogal de ele e /o/ à de oco;
- as vogais /i/, /u/, /ɛ/, /ɔ/ e /a/ podem ser nasalizadas.

### Consoantes
A tabela a seguir mostra o inventário consonantal da língua jeje no AFI:
|             | Bilabial | Labiodental | Alveolar | Retroflexa | Palatal | Velar | Glotal |
| ----------- | -------- | ----------- | -------- | ---------- | ------- | ----- | ------ |
| Oclusiva    | p, b     |             | t, d     | ɖ          |         | k, ɡ  |        |
| Africada    |          |             | ʦ, ʣ     |            |         |       |        |
| Nasal       | m        |             | n        |            | ɲ       | ŋ     |        |
| Fricativa   | ɸ, β     | f, v        | s, z     |            |         | x, ɣ  | h      |
| Aproximante |          |             | l        |            | j       |       |        |

| Outros símbolos | Outros símbolos               |
| Som AFI         | Nome                          |
| --------------- | ----------------------------- |
| w               | Aproximante labiovelar sonora |
| k͡p              | Oclusiva labiovelar surda     |
| ɡ͡b              | Oclusiva labiovelar sonora    |

- /m/ e /ŋ/ podem ser silábicos e, quando o são, têm tom próprio;
- os sons /k͡p/, /ɡ͡b/, /ts/ e /dz/ não representam encontros e são produzidas pronunciando as duas consoantes simultaneamente;
- /p/ é usado majoritariamente em empréstimos;
- /ɖ/ é pronunciado com a ponta da língua contra o palato duro;
- /ɸ/ e /β/ são pronunciados quando o ar passa por uma abertura entre os lábios.[16]

### Tons
Assim como outras línguas da África subsaariana, jeje é uma língua tonal. Cada sílaba tem um tom, que pode ser alto (que pode ser realizado como alto ou crescente) ou não alto (baixo ou médio). Jeje é um exemplo raro de uma língua em que o tom é quase exclusivamente lexical. Palavras que diferem apenas em tom têm significados distintos: tó 'orelha' e tò 'búfalo', por exemplo.

## Ortografia
Jeje é escrito no alfabeto africano de referência, que é o alfabeto latino com algumas letras adicionais, algumas das quais são derivadas do alfabeto fonético internacional, acrescentado para representar certos sons. A tabela abaixo apresenta a letra e o seu respectivo som:
| Letra | AFI  | Exemplo do som                                    |
| ----- | ---- | ------------------------------------------------- |
| A a   | /a/  | lápis, caco                                       |
| B b   | /b/  | bola                                              |
| D d   | /d/  | depois                                            |
| Ɖ ɖ   | /ɖ/  | sueco: nord                                       |
| Dz dz | /ʣ/  | desafio, aprendizado, mezzosoprano, inglês: birds |
| E e   | /e/  | ele                                               |
| Ɛ ɛ   | /ɛ/  | ela, épico                                        |
| F f   | /f/  | fita                                              |
| Ƒ ƒ   | /ɸ/  | espanhol europeu: pub                             |
| G g   | /ɡ/  | guerra, greve, gato                               |
| Gb gb | /ɡ͡b/ | /g/ e /b/ pronunciados ao mesmo tempo             |
| Ɣ ɣ   | /ɣ/  | pt. europeu: agora                                |
| H h   | /h/  | marreta (alguns dialetos)                         |
| I i   | /i/  | ira                                               |
| K k   | /k/  | capa, cacto                                       |
| Kp kp | /k͡p/ | /k/ e /p/ pronunciados ao mesmo tempo             |
| L l   | /l/  | lado                                              |
| M m   | /m/  | mãe, irmão                                        |
| N n   | /n/  | neto                                              |
| Ny ny | /ɲ/  | sonho                                             |
| Ŋ ŋ   | /ŋ/  | manga, inglês: sing                               |
| O o   | /o/  | dodô, dor                                         |
| Ɔ ɔ   | /ɔ/  | hora                                              |
| P p   | /p/  | porta                                             |
| R r   | /l/  | lado                                              |
| S s   | /s/  | sempre, caça                                      |
| T t   | /t/  | tempo                                             |
| Ts ts | /ʦ/  | participação, tsunami, alemão: Zeit               |
| U u   | /u/  | uva                                               |
| V v   | /v/  | vento                                             |
| Ʋ ʋ   | /β/  | pt. europeu: sábado                               |
| W w   | /w/  | Piauí                                             |
| X x   | /x/  | arrasto, espanhol: ojo                            |
| Y y   | /j/  | boia                                              |
| Z z   | /z/  | zebra                                             |

Um til (˜) é colocado sobre vogais para marcar nasalização. O tom não é geralmente marcado na escrita, exceto em alguns casos comuns que necessitam a desambiguação, como o pronome da primeira pessoa do plural mí 'nós', marcado com um acento agudo (´) para distingui-lo da segunda pessoa do plural mi 'vós', e o pronome da segunda pessoa do singular wò 'tu' é marcado com um acento grave (`) para distingui-lo do pronome da terceira pessoa do plural wo 'eles'.

## Gramática

### Pronomes

#### Pessoais
Os pronomes pessoais diferem para quando servem como sujeito ou como objeto e, assim como os substantivos, não têm distinção por gênero gramatical:
|        | Sujeito | Sujeito | Objeto | Objeto |
| Pessoa | Sg      | Pl      | Sg     | Pl     |
| ------ | ------- | ------- | ------ | ------ |
| 1.ª    | me      | míe     | m      | mi     |
| 2.ª    | è       | míe, mí | wò     | mi     |
| 3.ª    | é       | wó      | è      | wó     |

Exemplos:
| Jeje                | Tradução                 |
| ------------------- | ------------------------ |
| èfɔ́à?               | Como você está?          |
| eya hán fɔ́          | Ela também está bem.     |
| mètsó Tógo          | Eu venho de Togo.        |
| Washington mìetsóà? | Vocês são de Washington? |

Há ainda a forma absoluta dos pronomes pessoais, em que não há distinção entre sujeito e objeto e que não pode ser usado imediatamente antes de um verbo:
| Pessoa | Sg      | Pl    |
| ------ | ------- | ----- |
| 1.ª    | nye     | míawo |
| 2.ª    | wó      | miawó |
| 3.ª    | éya, ye | wóawo |

Exemplos:
| Jeje          | Tradução       |
| ------------- | -------------- |
| wòé wɔe       | Você fez isso. |
| eyae fi fi    | Ele roubou.    |
| nye la mekpɔe | Eu vi isso.    |

#### Possessivos
| Pessoa | Singular                 | Plural                   |
| ------ | ------------------------ | ------------------------ |
| 1.ª    | nye, ye, yeƒé, zíe, ƒúie | mía, míaƒe, yewó, yewóƒe |
| 2.ª    | wo                       | mia, miaƒé               |
| 3.ª    | é, éƒe                   | wó, wóƒe                 |

Os pronomes possessivos de primeira e segunda pessoa singular (exceto zíe e ƒúie) podem aparecer antes ou depois do substantivo e, em substantivos compostos que contenham adposições, ser insertos no meio da palavra, como em ŋubula 'guardião' e ŋuwòbula 'teu guardião'; nos outros casos, o pronome é usado antes do substantivo. Exemplos:
| Jeje                   | Tradução                 |
| ---------------------- | ------------------------ |
| éŋkɔe nye Bob          | O nome dele é Bob.       |
| srɔa énye ŋlisiawo     | A esposa dele é inglesa. |
| éŋkɔ ɖé?               | Qual é o nome dela?      |
| eyae nyé míaƒe núfiala | Ele é nosso professor.   |

#### Relativos
| Pronomes relativos | Pronomes relativos |
| Singular           | Plural             |
| ------------------ | ------------------ |
| si                 | siwó               |

Jeje possui o pronome relativo si, cujo plural é siwó. Se o substantivo a que si se refere está no plural, não é o substantivo que recebe o sinal plural, mas si. Por exemplo:
|          | Singular                   | Plural                       |
| -------- | -------------------------- | ---------------------------- |
| Jeje     | lankle, si míekpɔ etsɔ la  | lankle, siwo míekpɔ etsɔ la  |
| Tradução | o leopardo que vimos ontem | os leopardos que vimos ontem |

Mais exemplos:
| Jeje                       | Tradução                                  |
| -------------------------- | ----------------------------------------- |
| ɖevi, siwo mede suku o la  | as crianças que não frequentaram a escola |
| agbalen nyui, siwo nèxɔ la | os belos livros que você recebeu          |

### Substantivos
A língua não possui gêneros gramaticais. O plural de substantivos é formado através da adição do pronome pessoal da terceira pessoa do plural e, se houver um determinante (artigo, pronome ou adjetivo), o marcador é adicionado após ele:
- a forma plural de atí 'árvore' é atíwo 'árvores';
- xɔ 'casa', xɔa 'a casa' → xɔawo 'as casas';
- xɔn 'amigo', nye 'meu', xɔnnye 'meu amigo' → xɔnnyèwó 'meus amigos'.

Caso haja duas palavras uma ao lado da outra que denotem algo relacionado entre si, o sinal plural pode ser suprimido da primeira palavra:
- xɔnnye-kple nɔvinyewo 'meus amigos e meus irmãos';
- ŋutsu-kple nyɔnnuwo 'homens e mulheres'.

#### Posse
Jeje distingue entre posse alienável e inalienável. A posse alienável é indicada interpondo o marcador possessivo ƒé entre o possuidor e o possuído. Já a posse inalienável é expressa apenas justapondo esses dois elementos. Exemplos:
| Jeje                                 | Tradução                                                 | Posse usada |
| ------------------------------------ | -------------------------------------------------------- | ----------- |
| kofí ƒé awu vú                       | A roupa de Kofi está rasgada.                            | Alienável   |
| ama ƒé tɔmedeze gba                  | O pote de Ama para ir para a beira do rio está quebrado. | Alienável   |
| alen wó ƒé asokúkú ɖe fu ŋútɔ́        | A insensatez das ovelhas é muito preocupante.            | Alienável   |
| ɖeví á wó tɔ́gbé dze dɔ               | O avô das crianças ficou doente.                         | Inalienável |
| hotɔwú xɔ́lɔn vevitɔ ŋkɔ́ é nyé akakpo | O nome do melhor amigo de Hotɔwu é Akakpo.               | Inalienável |
| kofi abɔ́ ŋé                          | O braço de Kofi está quebrado.                           | Inalienável |

### Verbos

#### Tempo, aspecto e modo
A tabela a seguir exibe a conjugação do verbo sa 'vender' em jeje:
|        | Aoristo | Aoristo | Habitual       | Habitual | Pretérito    | Pretérito | Futuro | Futuro | Imperativo | Imperativo | Adjetivo verbal |
| Pessoa | Sg      | Pl      | Sg             | Pl       | Sg           | Pl        | Sg     | Pl     | Sg         | Pl         | Adjetivo verbal |
| ------ | ------- | ------- | -------------- | -------- | ------------ | --------- | ------ | ------ | ---------- | ---------- | --------------- |
| 1.ª    | msa     | mísa    | mnɔsa, nyenɔsa | mínɔsa   | mkɔsa, ŋkɔsa | míkɔsa    | mnasa  | minasa |            |            | sisa            |
| 2.ª    | wesa    | wisa    | wenɔsa         | winɔsa   | wekɔsa       | wikɔsa    | wenasa | winasa | sa         | winasa     | sisa            |
| 3.ª    | esa     | yesa    | enɔsa          | yenɔsa   | ekɔsa        | yekɔsa    | enasa  | yenasa |            |            | sisa            |

##### Aoristo
O aoristo não denota um tempo específico, mas pode significar presente, passado ou mesmo futuro, dependendo do contexto. Geralmente, no entanto, serve para expressar o passado. Não se é adicionado nenhum afixo ao verbo. Por exemplo:
- meyi 'eu vou/fui';
- mewɔ dɔ 'eu trabalho/trabalhei'.

##### Habitual
O habitual é usado para expressar uma atividade que se faz normal, usual ou geralmente. É expresso adicionando-se o sufixo -na ao verbo ou apenas -a se estiver seguido de um objeto:
- meyina 'eu costumo ir';
- meyia agble 'eu geralmente vou ao campo';
- mewɔa dɔ 'eu normalmente trabalho'.

Apenas quando o pronome de terceira pessoa do singular (e) aparece, o a de -na se une com o pronome, tornando-se ɛ. Por exemplo, mewɔnae torna-se mewɔnɛ 'eu costumo fazê-lo'.

##### Pretérito
O pretérito expressa o passado. É raramente usado em jeje.

##### Futuro
O futuro é dado pelo prefixo a-. Por exemplo:
- máyì 'eu irei';
- míayì 'nós iremos'.

##### Imperativo
O imperativo dá uma ordem à pessoa endereçada. No singular, nada é adicionado ao verbo; no plural, coloca-se o pronome antes:
- yi 'vá!';
- miyi 'vão!'.

##### Adjetivo verbal
O adjetivo verbal é um adjetivo formado a partir de um verbo. Cria-se duplicando o verbo. Por exemplo, ɖu 'comer' torna-se ɖuɖùú 'comestível, comido'.

#### Reduplicação
Através de reduplicação, em jeje, verbos transitivos frequentemente se tornam intransitivos. Exemplos:
- hu 'secar' → huhu 'estar seco';
- gbu 'perder' → gbugbu 'perder-se';
- ki 'apagar' → kiki 'apagar-se'.

### Sentença
Assim como português, jeje é descrita como uma língua de ordem SVO. Alguns padrões de sentenças:
| Jeje               | Tradução para português                   | Vocabulário                                |
| ------------------ | ----------------------------------------- | ------------------------------------------ |
| amia vɔ            | O óleo está terminando.                   | ami 'óleo', -a 'definitivo', vɔ 'terminar' |
| kofí dzó kábá      | Kofi saiu rapidamente.                    | dzó 'sair', kábá 'rapidamente'             |
| ama ƒle avɔ (etsɔ) | Ama comprou um pedação de tecido (ontem). | ƒle 'comprar', avɔ 'tecido'                |
| papá ná ga kofí    | Pai deu dinheiro a Kofi.                  | papá 'pai', ná 'dar', ga 'dinheiro'        |

O objeto pode preceder o sujeito ou verbo para ênfase, como em lankle míewú 'um leopardo nós matamos'.

#### Fenômenos meteorológicos
Em frases que expressem fenômenos meteorológicos, jeje, tal qual português, não usa sujeitos fictícios. Por exemplo:
- tsi dza 'choveu', literalmente 'água pingar';
- ŋdɔ ʋu sésíe etsɔ 'o sol brilhou forte ontem', literalmente 'sol brilhar forte ontem';
- avuvɔ do 'ficou frio', literalmente 'frio aparecer'.

#### Frases negativas
A forma negativa de uma sentença é feita adicionando mé- depois do sujeito e antes do predicado e ó ao final dela:
|           | Afirmativa                 | Negativa                       |
| --------- | -------------------------- | ------------------------------ |
| Jeje      | ɖèvíawo fɔ́                 | ɖèvíawo méfɔ ó                 |
| Português | As crianças levantaram-se. | As crianças não se levantaram. |

Outros exemplos:
| Jeje                                | Português                                    |
| ----------------------------------- | -------------------------------------------- |
| nyè ménya ò                         | Eu não sei.                                  |
| ò, wómenye Áfrikàtɔ́wo ò             | Não, eles não são africanos.                 |
| méfɔ ò                              | Ele/ela não se levantou.                     |
| nyè ményá John ò, gake mènyá Bob yà | Não conheço John, mas conheço Bob.           |
| mé biá nya áɖéké wò o a?            | Ele/ela não te perguntou nada?               |
| nyemé kpɔ́ wɔ dɔ́ lá o                | Não tive a oportunidade de fazer o trabalho. |
| kofí mévá afí sia oa?               | Kofi não veio aqui?                          |
| mégawɔe o                           | Não o faça.                                  |

## Vocabulário

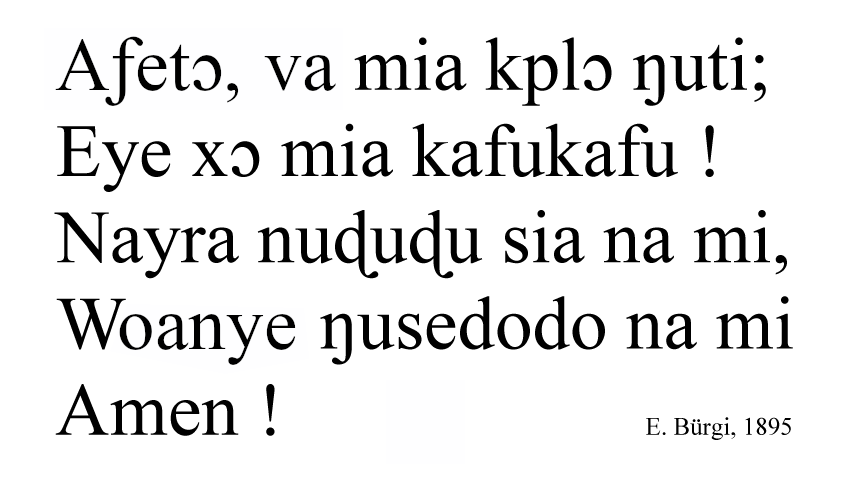
Ficheiro:Grace in Ewe (language).oggOração feita em jeje antes de refeições.

### Números
A tabela abaixo apresenta os números de um a dez em jeje e sua tradução para português:
| Jeje              | Português |
| ----------------- | --------- |
| ɖeká              | um        |
| eve               | dois      |
| etɔn              | três      |
| ene               | quatro    |
| atɔ́n              | cinco     |
| adé, andé         | seis      |
| adré, ádre, andré | sete      |
| enyí              | oito      |
| enyíɖe            | nove      |
| ewó               | dez       |

Objetos que estão sendo contados permanecem na sua forma singular e postos antes do numeral. Por exemplo, a sentença vú etɔn é traduzida como 'três navios', mas é literalmente 'navio três'.

### Declaração Universal dos Direitos Humanos
Artigo 1 da Declaração Universal dos Direitos Humanos em jeje:
KPEƉODZINYA ƉOƉO 1

Wodzi amegbetɔwo katan ablɔɖeviwoe eye wodzena bubu kple gomekpɔkpɔ sɔsɔe. Susu kple dzitsinya le wo dometɔ ɖesiaɖe si eyata wodze be woanɔ anyi le ɖekawɔwɔ blibo me.
Tradução em português:
Artigo 1

Todos os seres humanos nascem livres e iguais em dignidade e direitos. São dotados de razão e consciência e devem agir em relação uns aos outros com espírito de fraternidade.